# Bektesh Bekteshi
Bektesh Bekteshi (ur. 1 stycznia 1943 w Žegrze, zm. 24 maja 2018) – kosowski publicysta, doktor nauk pedagogicznych. Przygotował wiele programów edukacyjnych w kosowskiej telewizji.

## Życiorys
W 1969 roku ukończył studia filozoficzne na Uniwersytecie w Prisztinie, gdzie trzy lata później rozpoczął pracę na tym wydziale. Ukończył następnie studia podyplomowe, a w czerwcu 1976 studia magisterskie na Wydziale Filozoficznym Uniwersytetu w Zagrzebiu.
W 1994 roku otrzymał tytuł profesora, w tym czasie wykładał pedagogikę na Uniwersytecie w Prisztinie, następnie pracował jako wykładowca na Państwowym Uniwersytecie w Tetowie.